# Brokmop
De brokmop is een kubusvormig anijsgebak dat volgens geheim recept door één bakker in Leende, een dorp in de Nederlandse provincie Noord-Brabant, wordt gebakken. Volgens traditie gebeurt dit voorafgaand aan de folkloristische jaarmarkt tijdens halfvasten.

## Geschiedenis

### Halfvastenmarkt
Sinds 1657 wordt er in Leende daags na halfvastenzondag (laetare) een jaarmarkt georganiseerd. In de volksmond wordt deze ook wel Lind Mèrt genoemd. De laatste jaren is deze jaarmarkt vooral uitgegroeid tot een folkloristische markt waarin allerlei Leendse ondernemers en verenigingen hun koopwaar aanbieden. Het bekendste product van deze markt is de Brokmop. Dit anijsgebak wordt enkel in de weken voorafgaand, maar vooral tijdens deze markt verkocht door de plaatselijke bakker. Dit alles volgens een geheim recept van voor de Tweede Wereldoorlog.

### Van bakker tot bakker
Bakker Piet van de Ven (1885-1966) kwam oorspronkelijk uit Valkenswaard maar verhuisde naar Leende. Hij ontwikkelde de brokmop en verkocht deze enkel tijdens de jaarmarkt van Leende. Een traditie was geboren. Toen van de Ven stopte met zijn bakkerij droeg hij het geheime recept over naar bakker Toon van Engelen die de traditie voortzette. Daarna was het de beurt aan Frans Rooijmans en vervolgens naar Piet van Weert. ‘Piet d’n Bakker’ droeg zijn bakkerij en daarmee ook het recept van de brokmop in 2004 over aan zijn nichtje Chantal van Weert.

### Het geheime recept
Hoewel het officiële recept niet bekend is wordt de brokmop wel door veel Leendenaren zelf gebakken. En ook al verschilt deze zelfgebakken variant van smaak en structuur van de originele brokmop wordt ook dit recept door de meeste eigenaren niet zomaar gegeven.

## Cabaretgroep
De populariteit van de brokmop beperkte zich niet enkel tot het gebak zelf. Een Leends cabaretgezelschap heeft zich naar dit baksel vernoemd om de band met het dorp te benoemen. Dit gezelschap trad vanaf 1976 een aantal keren per jaar op in het dorp om de lokale en landelijke politiek op de korrel nemen. Begin jaren tachtig hield dit gezelschap op te bestaan. In 2003 herleefde een deel van dit gezelschap om opnieuw optredens te verzorgen. Omdat de samenstelling was veranderd deed men dit ook met de naam. Dit veranderde in v/h de Brokmop. Oftewel voorheen de Brokmop. In 2007 verzorgde deze dames en heren het laatste optreden.

## Brokmöpke
2 Leendenaren kwamen in 2008 op het idee om de Brokmop niet alleen in gebak op de jaarmarkt te laten verschijnen maar dit ook in vloeibare vorm te doen. Met behulp van een professionele destilleerder werd een anijslikeur ontwikkeld met o.a. toevoeging van karamel om een zachte smaak te verkrijgen die dicht in de buurt van de smaak van het brokmopgebak komt. De likeur mocht echter door wetgeving niet zonder vergunning op de jaarmarkt worden verkocht. In 2009 werd deze likeur voor de laatste keer tijdens de jaarmarkt verkocht en is sindsdien enkel bij lokale slijters te verkrijgen.